# Ophryacus
Ophryacus är ett släkte av ormar som ingår i familjen huggormar.
Släktets medlemmar är små ormar med en längd upp till 70 cm. De lever i centrala Mexiko i blandskogar och molnskogar. Arterna äter troligen ödlor och mindre däggdjur. Honor föder levande ungar (ovovivipari).
Arter enligt Catalogue of Life:
- Ophryacus melanurus
- Ophryacus undulatus

The Reptile Database listar ytterligare två arter. Ophryacus melanurus listas istället i släktet Mixcoatlus.:
- Ophryacus smaragdinus
- Ophryacus sphenophrys